# (73604) 4039 T-2
(73604) 4039 T-2 – planetoida z pasa głównego asteroid okrążająca Słońce w ciągu 3,75 lat w średniej odległości 2,41 j.a. Odkryta 29 września 1973 roku.